# Atlantic Airways
Atlantic Airways (Nasdaq Iceland , Faroese : Atlantsflog) é a companhia aérea nacional das Ilhas Faroé, operando serviços domésticos de helicópteros e serviços internacionais de passageiros, bem como responsabilidades de busca e salvamento a partir de sua base no Aeroporto de Vágar, na ilha Faroese de Vágar. A maioria dos seus pilotos são membros da Associação dos Pilotos das Ilhas Faroé.

## História
As ligações aéreas regulares para as Ilhas Faroé estavam em funcionamento desde 1963, entre as ilhas e a Dinamarca. Embora o Aeroporto de Vágar tenha sido construído pelo Exército Britânico durante a Segunda Guerra Mundial, o tráfego aéreo para as ilhas era praticamente inexistente entre a partida dos britânicos e o início dos serviços para Copenhague. Os apelos para a criação de uma companhia aérea das Ilhas Faroé começaram no início dos anos 1980. O número de passageiros aumentava constantemente e a transportadora dinamarquesa Maersk Air desfrutava do monopólio como a única companhia aérea a servir as Ilhas Faroe.

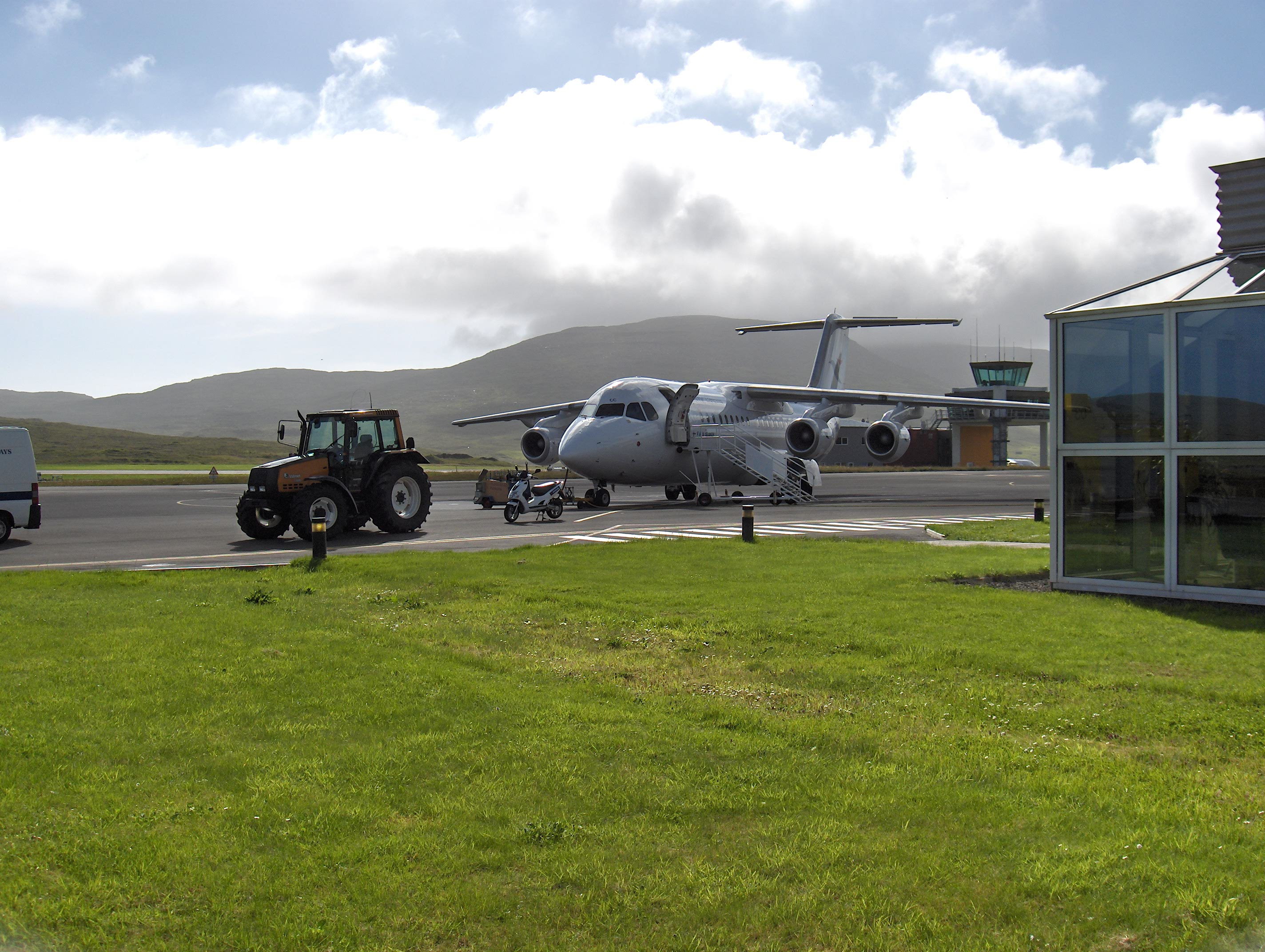
Avro RJ da Atlantic Airways no Aeroporto de Vágar

Como resultado, a Atlantic Airways foi criada em 1987, inicialmente entre o governo das Ilhas Faroé (51%) e a companhia aérea dinamarquesa Cimber Air (49%), embora o governo das Ilhas Faroé assumisse a propriedade total em 1989. Os voos começaram entre Vágar e Copenhague em 28 de março de 1988 usando um British Aerospace 146. Um hangar foi construído em Vágar pelo governo das Ilhas Faroé para proteger a base da Atlantic Airways nas Ilhas Faroé, garantindo que as instalações de manutenção estivessem disponíveis nas ilhas.
O objetivo da nova companhia aérea era construir uma indústria de aviação das Ilhas Faroé em uma base comercial e garantir às Ilhas Faroe uma conexão aérea com o mundo exterior. A tripulação e o gerenciamento de vôo eram faroenses.
Embora as taxas de ocupação fossem altas e o novo serviço fosse popular, a Atlantic Airways teve um início turbulento economicamente. As Ilhas Faroé sofreram uma grave depressão económica no início dos anos 90 e, no seu ponto mais baixo, em 1992, o governo das Ilhas Faroé entregou 75 milhões de DKK em ajuda à transportadora em dificuldades. A Atlantic Airways não se tornaria lucrativa até 1995.
Os voos foram lançados para Reykjavík em 1995 em cooperação com a Air Iceland, e também para Narsarsuaq na Groelândia nos meses de verão, em cooperação com a Air Iceland. Na segunda metade da década de 1990, Billund na Dinamarca e Aberdeen no Reino Unido foram adicionados à programação de voos da Atlantic Airways.
A crescente lista de destinos e número de passageiros, juntamente com a estabilização das finanças da companhia aérea, viram um segundo BAe 146 adicionado à frota em 2000. Esta nova aeronave significou serviços para Londres Stansted na Inglaterra e a capital norueguesa Oslo adicionado à rede. O crescimento do turismo nas ilhas também possibilitou voos para Aalborg, Stavanger, Stord e Edimburgo. No entanto, para a temporada de 2006, os serviços para Stord foram descontinuados e Edimburgo foi substituído pelas Ilhas Shetland. A Atlantic Airways também entrou no mercado doméstico do Reino Unido em 2006, tornando-se a única transportadora a oferecer um serviço direto entre Shetland e Londres, o que acontecia duas vezes por semana. A operação doméstica no Reino Unido foi encerrada em 2008.
A Atlantic Airways também opera um serviço doméstico de helicóptero, em muitos casos uma conexão vital com muitas das ilhas, que de outra forma só podem ser alcançadas por mar. O helicóptero provou ser uma ferramenta vital nas ilhas desde 1960, quando helicópteros de navios da guarda costeira dinamarquesa que patrulhavam as Ilhas Faroé, realizaram uma variedade de tarefas, incluindo transporte de equipamentos e suprimentos entre as ilhas. O governo alugou um helicóptero em 1978 para essas tarefas, mas na década de 1980 um serviço comercial de helicópteros públicos foi lançado ligando cada uma das ilhas usando dois helicópteros Bell 222.

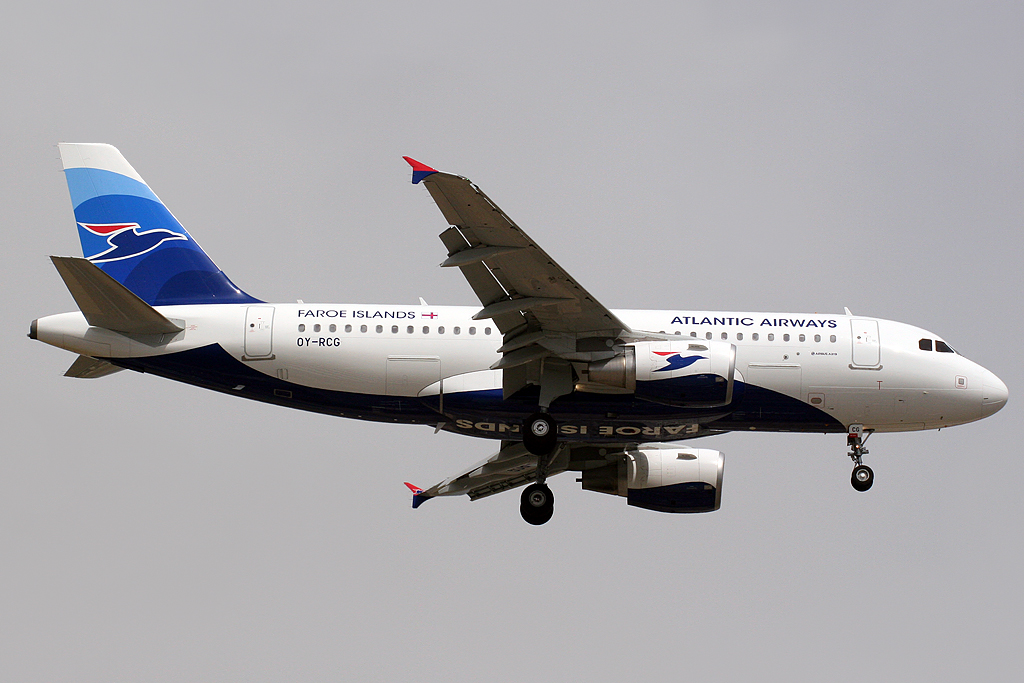
Airbus A319 da Atlantic Airways pousando no Aeroporto Barcelona-El Prat

Inicialmente, o serviço de helicópteros era uma empresa independente, SL Helicopters, mas a decisão de concentrar a aviação das Ilhas Faroé em uma empresa levou o departamento de helicópteros a se tornar parte da Atlantic Airways em 1994. Os helicópteros fornecem um serviço de 'hopper' de ida e volta para cada uma das ilhas, o que também é ideal para turistas que procuram vistas aéreas. A empresa é obrigada a ter pelo menos um helicóptero, operacional e pronto para as tarefas de busca e salvamento.
Nos últimos 5 anos a Atlantic Airways gerou lucros entre 8 e 13 milhões de DKK. A empresa aumentou seu faturamento de 120 milhões em 1998 para 520 milhões de DKK em 2006. A Atlantic Airways empregou 177 pessoas em janeiro de 2007. A Atlantic Airways foi listada na Bolsa de Valores da Islândia em 10 de dezembro de 2007.
O governo das Ilhas Faroé decidiu por um processo de privatização e vendeu 33% da empresa na primeira rodada de licitações. O primeiro dia de negociação foi em 10 de dezembro de 2007.
O governo planejava vender 33% a mais em 2008, mas foi cancelado devido à crise financeira.
O primeiro Airbus A319 para Atlantic Airways, registrado OY-RCG, entrou em serviço em março de 2012, com uma pintura modificada. A pista de Vágar exigia uma extensão para acomodar adequadamente esta aeronave. O segundo e o terceiro Airbus 319s prefixo OY-RCH e OY-RCI entraram em serviço em maio e outubro de 2013, respectivamente. Como o aluguel destes terminou no final de 2016, apenas um foi renovado e um novo Airbus A320 foi entregue.
Em 3 de junho de 2015, Jóhanna á Bergi tornou-se CEO da empresa. Ela é a primeira mulher a se tornar CEO de uma companhia aérea nórdica.
Em dezembro de 2018, a companhia aérea apresentou um pedido de serviços comerciais para os Estados Unidos.
Em 13 de março de 2020, a Atlantic Airways anunciou a suspensão de todas as rotas até 13 de abril de 2020, exceto a rota para Copenhague devido à pandemia de COVID-19.

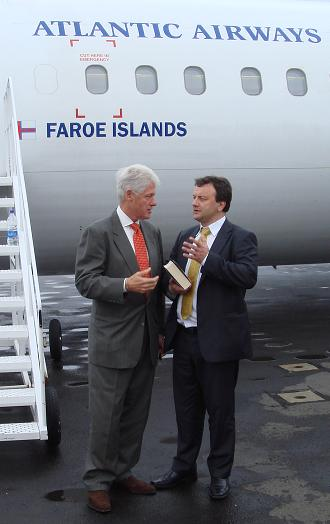
O ex-presidente dos Estados Unidos, Bill Clinton, e o ex-presidente da Atlantic Airways, Magni Arge, no aeroporto de Vágar, antes de voar para Copenhague

## Frota

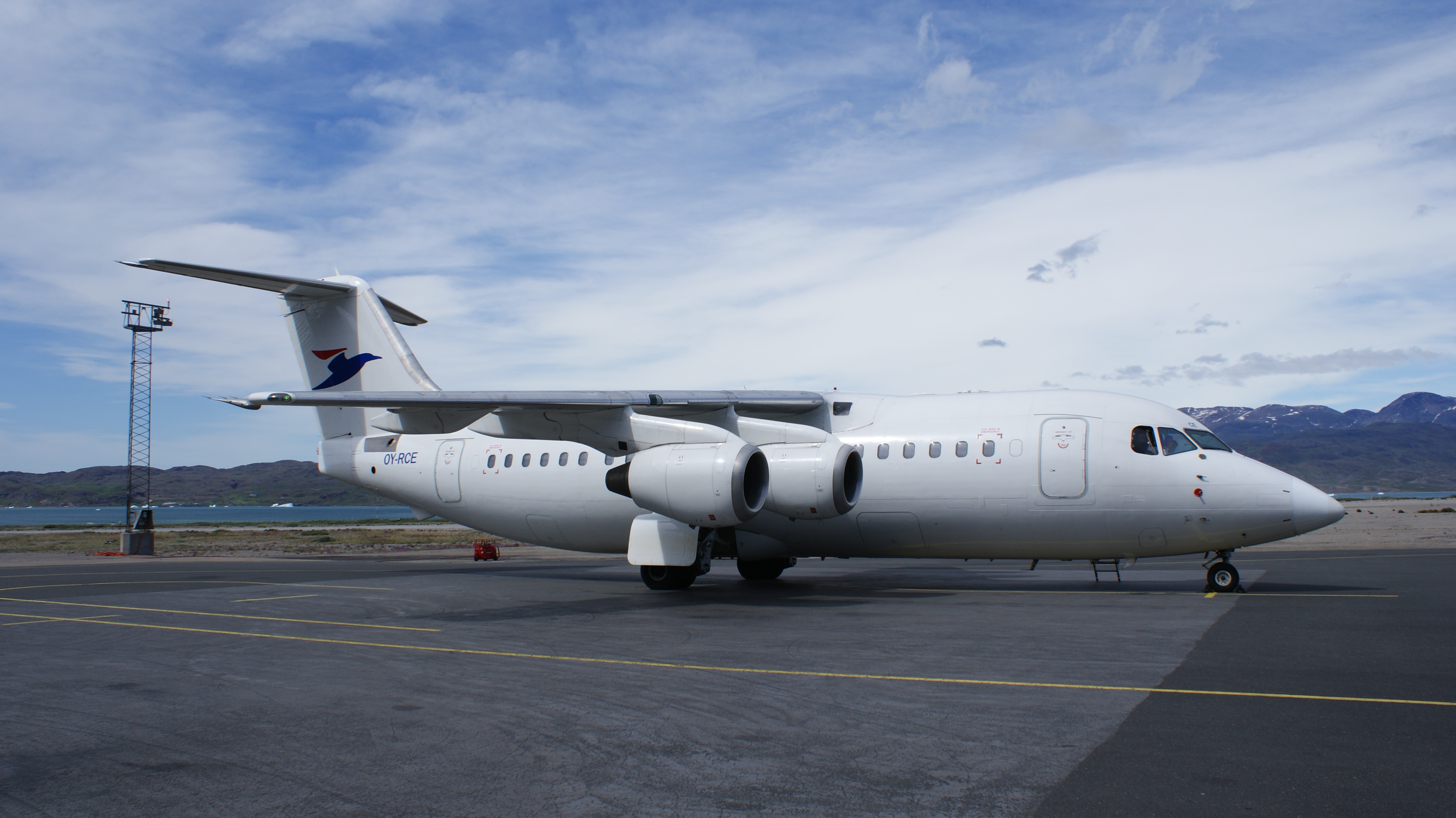
Um Avro RJ85 da Atlantic Airways no Aeroporto de Narsarsuaq

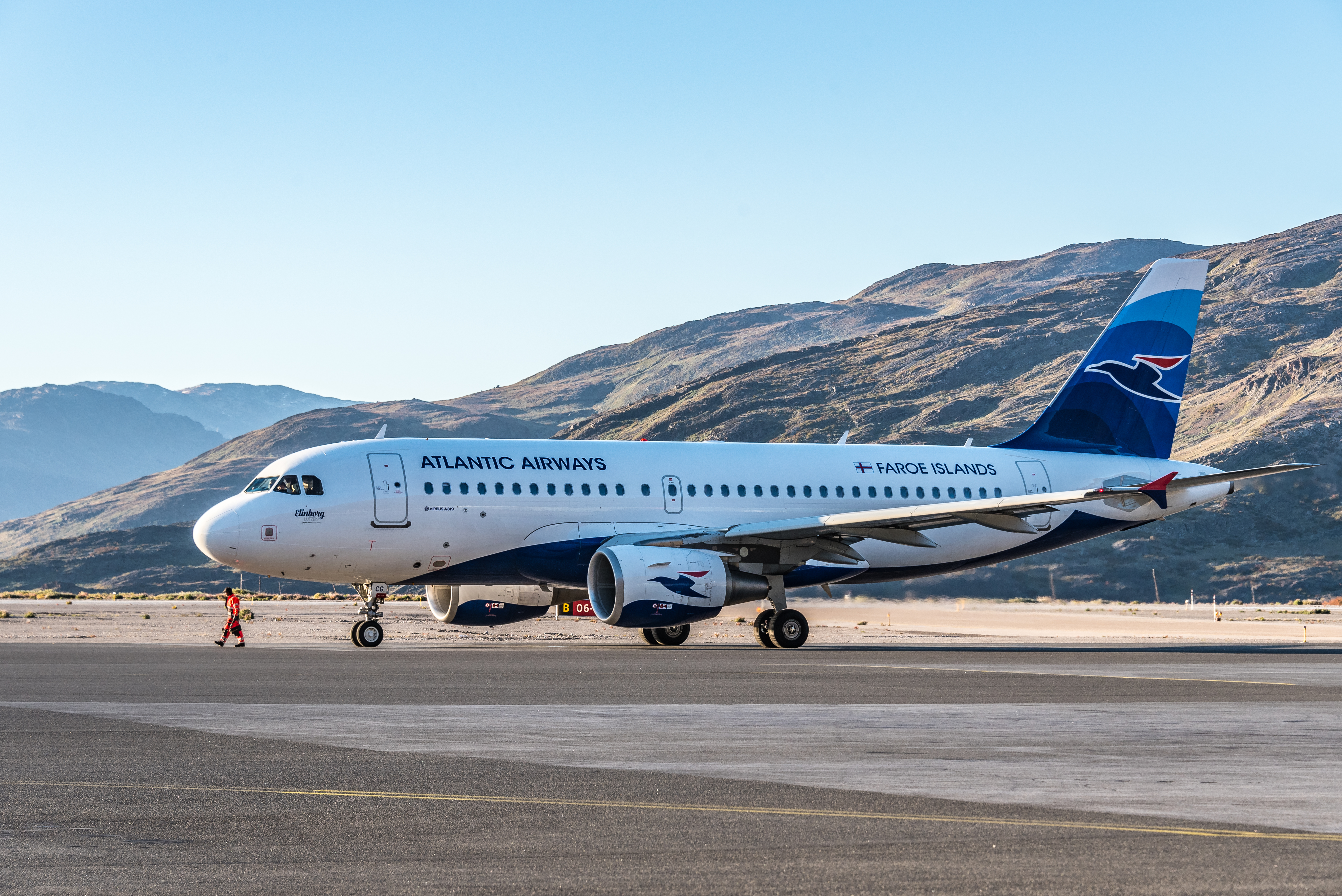
Airbus A319 da Atlantic Airways em 2017

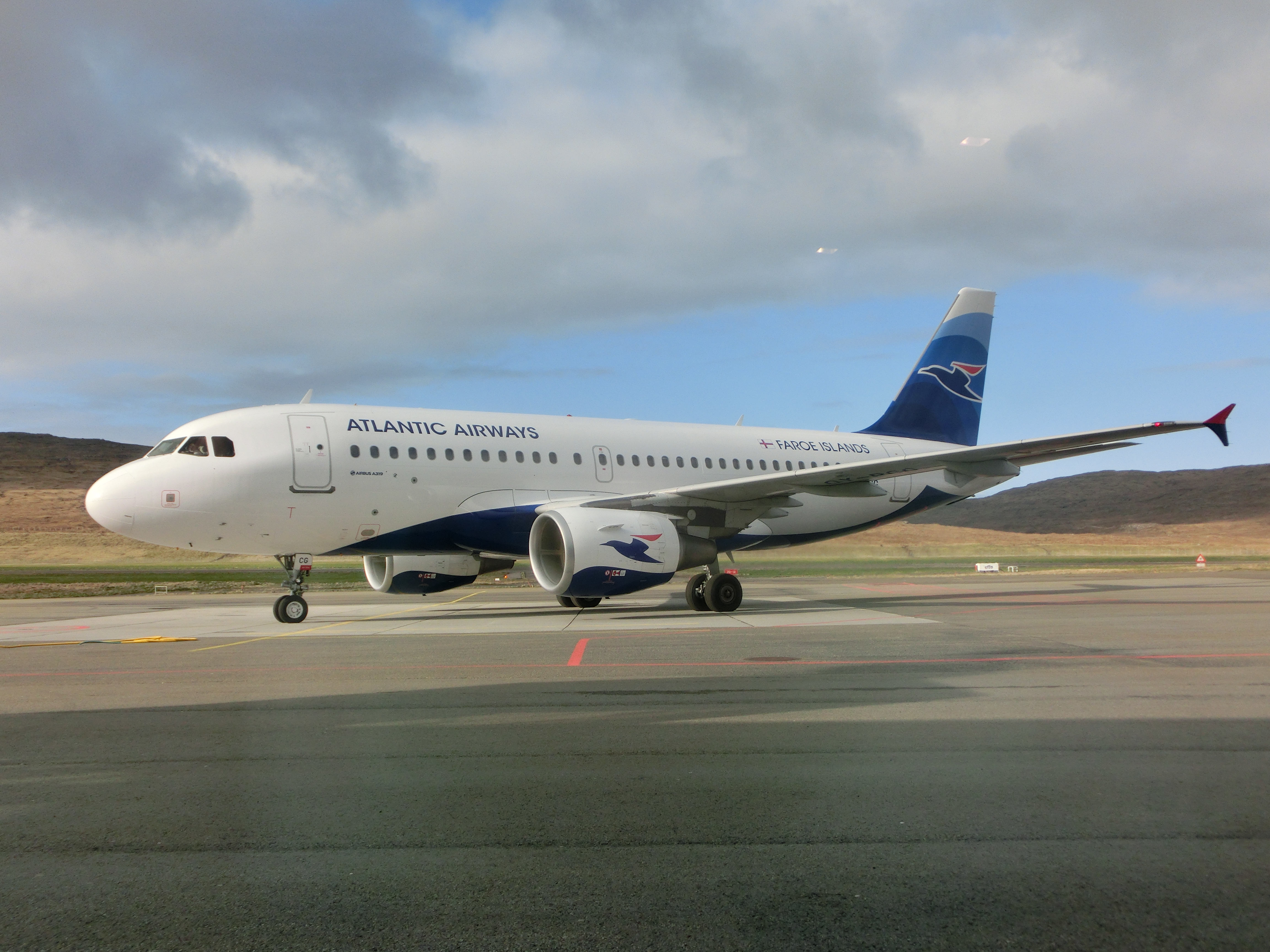
Um Airbus A319 da Atlantic Airways no Aeroporto de Vágar

Em Agosto de 2019, a frota da Atlantic Airways consistia nas seguintes aeronaves:
| Aeronaves       | Em Serviço | Ordens | Passageiros | Notas                     |
| --------------- | ---------- | ------ | ----------- | ------------------------- |
| Airbus A319-100 | 1          | –      | 144         |                           |
| Airbus A320-200 | 1          | –      | 174         |                           |
| Airbus A320neo  | 2          | 2      | 174         | Entregas de julho de 2019 |

### Frota de Helicópteros

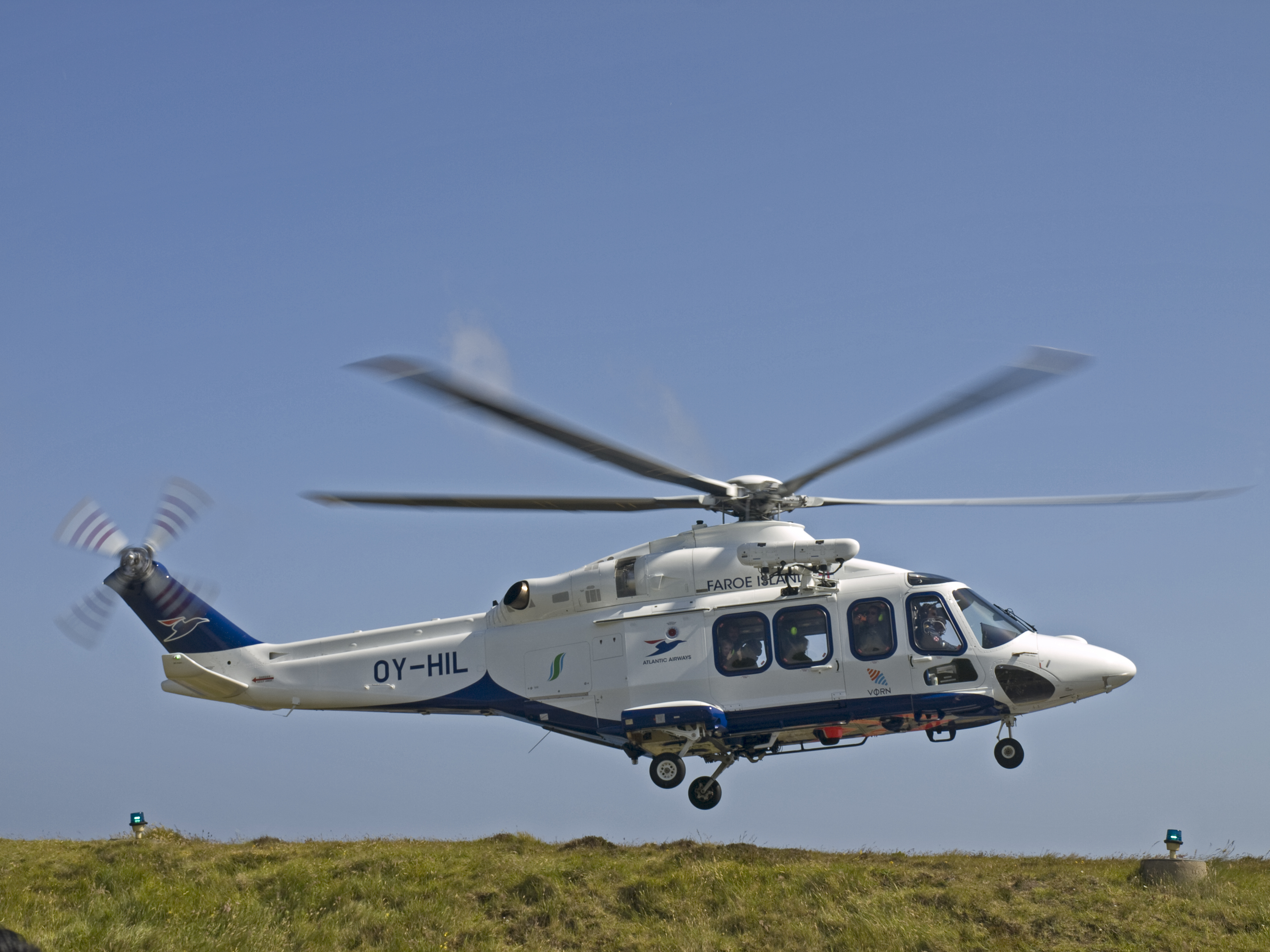
Helicóptero da Atlantic Airways pousando no heliporto de Tórshavn a caminho de Klaksvik, Svínoy e Kirkja

O AgustaWestland AW139 é o único helicóptero principal usado para voos para aldeias distritais. Com capacidade para 15 passageiros sentados, o helicóptero é utilizado para transportar passageiros nas Ilhas Faroé
| Aeronave             | Na Frota | Ordens | Passageiros | Notas |
| -------------------- | -------- | ------ | ----------- | ----- |
| AgustaWestland AW139 | 2        | –      | 15          |       |

## Acidentes

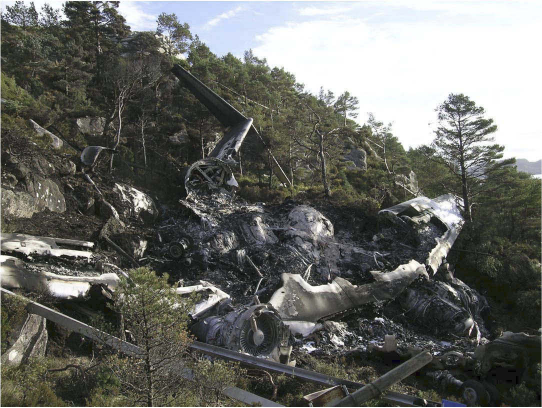
Destroços do Voo 670

- 10 de outubro de 2006: um BAe 146-200 prefixo OY-CRG, operando o Voo Atlantic Airways 670, saiu da pista após pousar no Aeroporto de Stord. Dos 16 ocupantes a bordo, 4 morreram.[10]